# Velký Šenov zastávka
Velký Šenov zastávka – przystanek kolejowy w miejscowości Velký Šenov, w kraju usteckim, w Czechach. Znajduje się na wysokości 375 m n.p.m.
Jest obsługiwany przez České dráhy i zarządzany przez Správę železnic. Na przystanku nie ma możliwości zakupu biletów, a obsługa podróżnych odbywa się w pociągu.

## Linie kolejowe
- 083 Rumburk – Sebnitz